# Acacia imparilis
Acacia imparilis är en ärtväxtart som beskrevs av Bruce R. Maslin. Acacia imparilis ingår i släktet akacior, och familjen ärtväxter. Inga underarter finns listade i Catalogue of Life.